# ワシリー・アガプキン

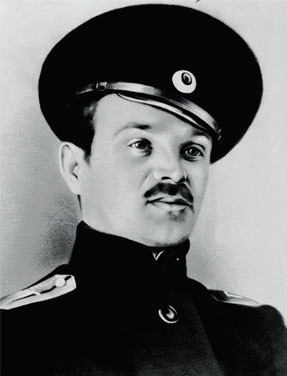
ワシリー・アガプキン

ワシリー・イワノビッチ・アガプキン (Васи́лий Ива́нович Ага́пкин、Vasily Ivanovich Agapkin〈ヴァスィーリイ・イヴァーナヴィチ・アガープキン〉、1884年2月3日 - 1964年10月29日)は、ロシア・ソビエト連邦の陸軍軍人、指揮者、作曲家。行進曲「スラブ娘の別れ」の作曲者。

## 生涯
1884年2月3日、リャザン県ミハイロフ区シャンチェロヴォ生まれ。1912年、タンボフ音楽学校入学。1915年、同校卒業、陸軍入営。十月革命時は自主的に赤軍に加わる。革命後は内務人民委員部（NKVD）の勤務員となり、NKVDのオーケストラの指揮者を務めた。
アガプキンは1941年11月7日にモスクワの赤の広場で行われた有名なパレードで、複合軍事オーケストラを指揮した。このパレードで演奏された行進曲4曲のうち1曲が「スラブ娘の別れ」であった。1945年のモスクワ凱旋パレードでもオーケストラを指揮している。
1964年10月29日没。墓地はヴァガニコヴォ墓地。
死後も曲した音楽は2004年制作の「72 Meters」など多くの映画に使用されている。